# 비트맵
비트맵(영어: BMP file format, DIB file format 또는 bitmap, 문화어: 비트매프, 이진 숫자 배렬표)은 컴퓨터 분야에서 디지털 이미지를 저장하는 데 쓰이는 이미지 파일 포맷 또는 메모리 저장 방식의 한 형태이다. 보다 일반적으로는 래스터 그래픽스(점방식)라고 한다. 화면 상의 각 점들을 데카르트 좌표계를 사용하여 화소 단위로 나타낸다. 그림을 확대하면 각 점이 그대로 커져 경계선 부분이 오돌도돌하게 보이는 계단 현상이 나타나며, 이를 좀 더 부드럽게 처리 하기 위한 알고리즘들(쌍삼차 필터링, 이중선형 필터링 등)이 있다.
가로 곱하기 세로 만큼의 픽셀 정보를 다 저장해야 하기 때문에 벡터 방식의 이미지나 텍스트 자료에 비해 상대적으로 용량이 크고 처리 속도가 느리다. 이를 개선하기 위해 JPEG, GIF, PNG 등의 다양한 파일 형식이 개발되었다.
이와 상반되는 방식의 그림 표현 방법에는 어떤 도형을 나타낼 것인지를 저장하는 벡터 방식이 있다.
비트맵을 두값본으로 부르기도 하는데, 두값본은 1997년 12월에 문화관광부에서 발행한 국어순화용어자료집에 전산기 순화 용어로 실렸으나 현재는 사용하지 않는 용어이다.

## 같이 보기
- 디더
- 하프톤
- 래스터 그래픽스
- 벡터 그래픽스